# أبو عقاب (مينوبار)
أبو عقاب (بالفارسية: ابوعقاب) هي قرية تقع في إيران في قسم مينوبار الريفي. يقدر عدد سكانها بـ 613 نسمة بحسب إحصاء 2016.